# Vi berömmer du fast dig
Vi berömmer du fast dig (tyska: Hwi trotzer du) är en tysk psalm av Martin Luther och bygger på psaltaren 52. Psalmen översattes till danska av Hans Thomissøn.

## Publicerad i
- 1572 års psalmbok med titeln HWij berömer tu fast tigh under rubriken "Någhra Davidz Psalmer".[2]
- Göteborgspsalmboken under rubriken "Om Lögn och thes Löön".[3]
- Den svenska psalmboken 1694 som nummer 77 under rubriken "Konung Davids Psalmer".
- 1695 års psalmbok som nummer 61 under rubriken "Konung Davids Psalmer".[1]